# Briviesca
Briviesca es un municipio y localidad española del norte de la provincia de Burgos, en la comunidad autónoma de Castilla y León. Cabecera del partido judicial de Briviesca y capital de la comarca de La Bureba, su término municipal cuenta con una población de 6547 habitantes (INE 2024).
Los primeros asentamientos se remontan al siglo I a. C. cuando establecieron aquí su capital los autrigones que se extendían por toda la comarca actual de La Bureba y el valle superior del Ebro. Posteriormente ya se consideraba a Briviesca como un núcleo importante de población, por entonces llamado Virovesca, que habitaban los romanos en la encrucijada de dos importantes vías romanas y citada en el Itinerario de Antonino como mansio romana.
Esta ubicación, y el auge, en la Edad Media, del Camino de Santiago, por la vía de Bayona que enlazaba con la calzada romana XXXIV o Ab Asturica Burdigalam (Vía Aquitania) a la altura de San Millán, que fue el origen del Camino Francés, hicieron que Briviesca fuera creciendo poco a poco hasta llegar en su máximo esplendor en el Renacimiento. Actualmente, su ubicación a medio camino entre Miranda de Ebro y Burgos en las rutas Francia-Madrid-África y Francia-Portugal, tanto por vía férrea, como por carretera entre (N-I y AP-1), ha contribuido al desarrollo industrial y comercial.
Cuenta con un amplios espacios verdes abiertos a campos y montes, así como un conjunto monumental con varios bienes de interés cultural, entre los cuales destacan la colegiata de Santa María la Mayor, el monasterio de Santa Clara, que incluye el monasterio homónimo dentro del cual se encuentra un importante claustro gótico, la iglesia, con uno de los retablos más importantes de España, casa solariega y claustro del Hospitalillo, su plaza Mayor, típica castellana, sus casas y palacios, así como la iglesia de San Martín. Cerca de Briviesca se encuentra el santuario de Santa Casilda.
Destaca de Briviesca su gran polígono industrial La Vega, en el que desde la década de 1970 se instalaron importantes industrias, aunque hoy en día se compone principalmente de pequeñas industrias y naves de almacenaje, sobre todo de aperos de labranza, que es la principal actividad económica, no sólo de la ciudad, sino de la comarca entera. Esto ha provocado que en las últimas décadas Briviesca aumentara considerablemente de población. Tendencia que, por la crisis económica comenzada en 2008, en los últimos años se ha visto interrumpida al perder una media de casi 100 habitantes por año.

## Toponimia
No se sabe con exactitud el origen exacto del nombre de Briviesca, pero parece ser de origen protoindoeuropeo y significa “lugar, cabeza o capital de región” o "centro o residencia del jefe", partiendo del análisis lingüístico de los dos elementos que parecen conformarlo: la raíz uiro- y el sufijo -uesca. Hay quien cree que puede derivar de Burovio, dios al que rendían culto los autrigones y del que, por cierto, deriva el nombre de la comarca en la que se encuentra La Bureba. Los primeros documentos que se refieren a Briviesca son Historia Natural del geógrafo romano Plinio el Viejo, quien cita a Virovesca como la capital de los autrigones. La segunda mención aparece en la Geografía de Ptolomeo, en el siglo II, mientras que en el Itinerario de Antonino (siglo III), aparece mencionada tres veces con los nombres de Verovesca y Virovesca. También en la llamada Tabla de Peutinger, aparece con el nombre Virovesca, una encrucijada de dos vías de primer orden dentro de la Península: la de Aquitania a Astorga y la vía del Norte o del país de los autrigones.

## Geografía
Está integrado en la comarca de La Bureba, de la que ejerce de capital. Se sitúa a 44 kilómetros de la capital burgalesa. El término municipal está atravesado por la autovía A-1, la carretera N-1 entre los pK 276 y 285 y la carretera autonómica CL-632 que la une con Oña.
El relieve del territorio está definido por el valle del río Oca que da lugar al corredor de La Bureba. Por el oeste predominan los páramos que alcanzan altitudes superiores a los 1000 m. Por el sur el terreno también es montañoso, con elevaciones superiores a los 900 m. Por el norte y el este el terreno es más llano por el valle del río Oca. La ciudad de Briviesca se alza a 717 m sobre el nivel del mar, entre los montes San José y de los Pinos.
Briviesca no siempre se ha emplazado donde lo hace hoy. La situación actual data del siglo XIV. Anteriormente se ubicaba en los montes cercanos, ya que en aquella época primaba la defensa. En el siglo XIV y tras la compra de la entonces villa por la nieta de Alfonso el Sabio, Blanca de Portugal se decidió trasladarla hasta el emplazamiento actual principalmente porque facilitaba un mejor acceso y por tanto una mejor comunicación comercial. Fruto de ese deliberado traslado es la casi ortogonal trama urbana que se puede observar en la conocida como "la bien trazada" por este hecho.
| Noroeste: Salinillas de Bureba y Aguilar de Bureba | Norte: Vileña, La Vid de Bureba y Berzosa de Bureba   | Noreste: Grisaleña           |
| Oeste: Galbarros                                   |                                                       | Este: Quintanilla San García |
| Suroeste: Reinoso                                  | Sur: Prádanos de Bureba, Carrias y Bañuelos de Bureba | Sureste: Belorado            |

## Historia

### Prehistoria
Aunque es escasa la información existente de la prehistoria en esta zona, se han hallado diversos yacimientos que permiten asegurar la presencia humana desde el Paleolítico, con restos de importancia en las cuevas de Penches, La Blanca y El Caballón, todas ellas próximas a Oña. Posteriormente, de la Edad del Hierro dan testimonio los vestigios hallados en Briviesca, Miraveche, Pancorbo, Poza de la Sal, Soto de Bureba y Villanueva de Teba.
Autrigones
Los autrigones fueron uno de los pueblos prerromanos que se asentaron en la península ibérica. Como curiosidad, existe en Francia una ciudad, la actual Chartres, capital de los galos carnutos, cuyo nombre antiguo fue Autricum, lo que podría dar idea acerca de la procedencia original de este pueblo.
Desde el siglo III a. C. los autrigones ocuparon un amplio espacio de terreno en torno a esta zona alta del Valle del Ebro. Virovesca aparece citada por primera vez en el año 77 d. C. en un documento, la Historia Natural del autor romano Plinio el Viejo, dentro del convento Cluniense, junto con Tritium, como una de las diez civitates de los autrigones. Cerca de ella se encontraban otros asentamientos autrigones, como Salionca (Poza de la Sal), Segisamunculum (Cerezo de Río Tirón), Vindeleia (Cubo de Bureba), y la citada Tritium (monasterio de Rodilla).
Se conocen además los epitafios de al menos tres soldados autrigones que fallecieron en el norte de África, dos enrolados en la Legio III Augusta (Quintus Iulius Dioratus y Quintus Lutatius Viator) y otro, de nombre Titus Pompeius Ligyrus, que fue jinete en una de las muchas cohortes Hispanorum de infantería que se crearon durante el Imperio romano.

### Edad Antigua
El emplazamiento del poblado protohistórico se localiza en el cerro de San Juan. Esta localización presenta buenas condiciones defensivas respecto a la vega del río Oca y que permite un buen control de las vías de comunicación naturales que discurren por su pie. Con la llegada del Imperio romano el castro sufrió un proceso de romanización descendiendo por las laderas del cerro hasta ocupar las riberas del río Oca por ambas márgenes pero sin llegar a alcanzar el actual casco histórico de la ciudad. Este nuevo poblamiento parece extenderse a lo largo de la tardoantigüedad. El hecho de que este asentamiento prerromano no sea citado durante las guerras de conquista del territorio peninsular, por parte de los ejércitos romanos, supone para algunos autores un indicativo de la escasa importancia que debía revestir este enclave en esa época.
Sí figura citada en el Itinerario de Antonino como una de las mansiones que jalonan las vías de comunicación del Imperio en Hispania. Aparece como un importante nudo de comunicación y encrucijada de caminos, al bifurcarse en ella la calzada principal procedente de Astorga, uno de cuyos ramales se dirigía a Burdeos por Pamplona, la calzada romana XXXIV o Ab Asturica Burdigalam, prosiguiendo el otro ramal, la calzada XXXII o Ab Asturica Terracone hacia Tarragona pasando por Caesarea Augusta, Zaragoza. El proceso de romanización parece enlazarse con el autrigón, que lejos de desaparecer conservará parte de sus rasgos anteriores, entre otros el topónimo de Virovesca. Esto ha hecho que durante los siglos XIX y XX hayan sido hallados en el cerro de San Juan numerosos restos cerámicos, monedas y objetos metálicos de bronce. El hallazgo de estos vestigios no se limita al cerro sino que al construir las vías de comunicación terrestres actuales han aparecido restos de edificios públicos y objetos.

### Alta y plena Edad Media (863-1305)

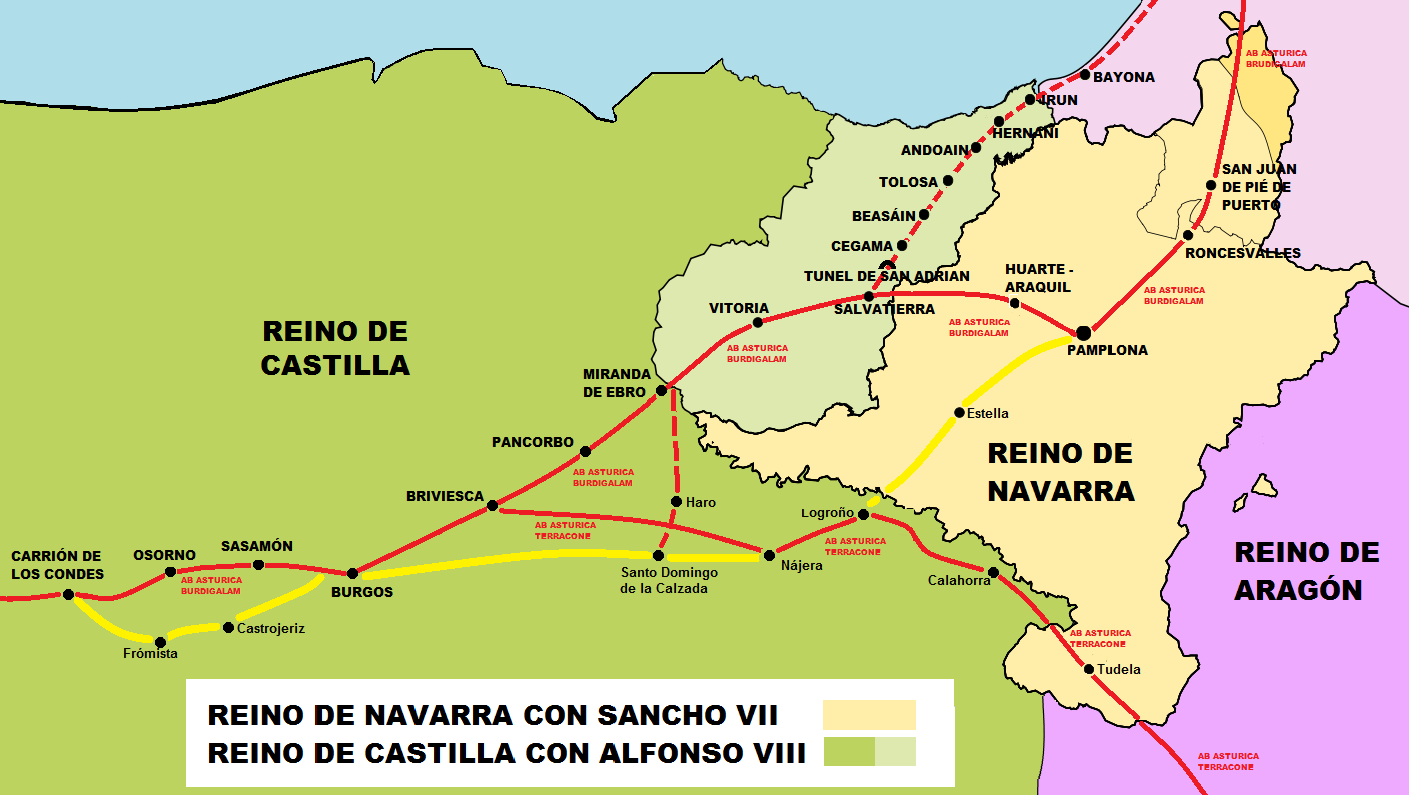
Reinos de Navarra y Castilla año 1200. Caminos a Santiago-Calzadas romanas

El Fuero de Briviesca otorgado por Alfonso VII en 1123 fija la extensión del municipio de la ciudad altomedieval en el barrio de Felices de Valderrueda por el noroeste, en el arroyo de Valdazo por el suroeste y en la ribera de Santo Tomé y en la de San Adrián de Loma por el oriente. En esta extensión se ubican la ciudad, el núcleo más importante en la margen derecha del río Oca en relación con a iglesia de Santa María de Allende, algún tipo de asentamiento en el cerro de San Juan probablemente defensivo y un posible núcleo en la margen izquierda vinculado a la iglesia de San Martín.
Este emplazamiento se mantiene durante la época visigoda y la altomedieval hasta que en el año 1305 es parcialmente trasladado por la infanta Blanca de Portugal, señora del Monasterio de Santa María la Real de Las Huelgas a su ubicación actual. En el año 714 se capitula ante Muza que convierte a Virovesca como bastión más del Limes Interior para controlar el paso desde La Rioja hasta La Bureba. A finales del siglo IX se tiene el dominio militar de los pasos fronterizos en cuyos territorios se incluye Briviesca. Durante los primeros siglos de la Edad Media, Briviesca quedará como lugar de paso de la Vía Aquitania, ya convertida en la principal ruta jacobea por excelencia.
Del siglo IX datan las primeras referencias medievales de Briviesca que estaba plenamente inmersa en el proceso de repoblación. De este siglo hay documentación de la existencia de una decaía de la iglesia de San Cipriano, en el 863 y de unos terrenos propiedad del Monasterio de San Juan en el 869.
Durante el siglo X data un documento que informa sobre Briviesca con carácter de suburbio, que equivale a Alfoz, lo que quiere decir que representa a los territorios dependientes de un castillo y hace referencia al existente en Briviesca. De este siglo también se tiene constancia de la existencia de pequeñas iglesias o conventos fruto de una población ya consolidada, como los dedicados a San Tirso, San Sebastián, San Clemente y San Pedro, que son germen de diferentes barrios.
El siglo XI será para Briviesca un siglo de crecimiento y expansión gracias al impulso de la ruta comercial del Camino de Santiago. Es en este mismo siglo cuando se desvía la ruta jacobea directamente a la capital de la provincia, Burgos, lo que provoca en Briviesca un parón urbanístico muy grande. A finales de este siglo numerosos conflictos bélicos asuelan a La Bureba por el control de esta lo que repercute más aún negativamente sobre Briviesca.
En 1196 se vende un molino ubicado en el "Barrio del Palacio" cerca de la iglesia de Santa Cecilia a la abadesa del Monasterio de Santa María la Real de Las Huelgas en Burgos. esta es la primera de una serie de documentos que hacer referencia a numerosos edificios y barrios como por ejemplo el que hace referencia al mercado y al barrio que se ubica alrededor de este.
A principio del siglo XIV ya hay referencia, pero no muy concreta, a una serie de elementos defensivos en puntos estratégicos, como torres de defensa. También se hace referencia en otros documentos a la importante presencia de hebreos y judíos en la entonces villa, que a finales del siglo XIII constituyen una importante aljama. Estos pueblos se ubican en sus propios barrios lo que hace pensar que Briviesca se constituía de pequeños barrios, como el judío que se ubicaba en el de Santa Cecilia, que posteriormente se llamaría de San Andrés.

### La Briviesca de Blanca de Portugal (1305-1321)

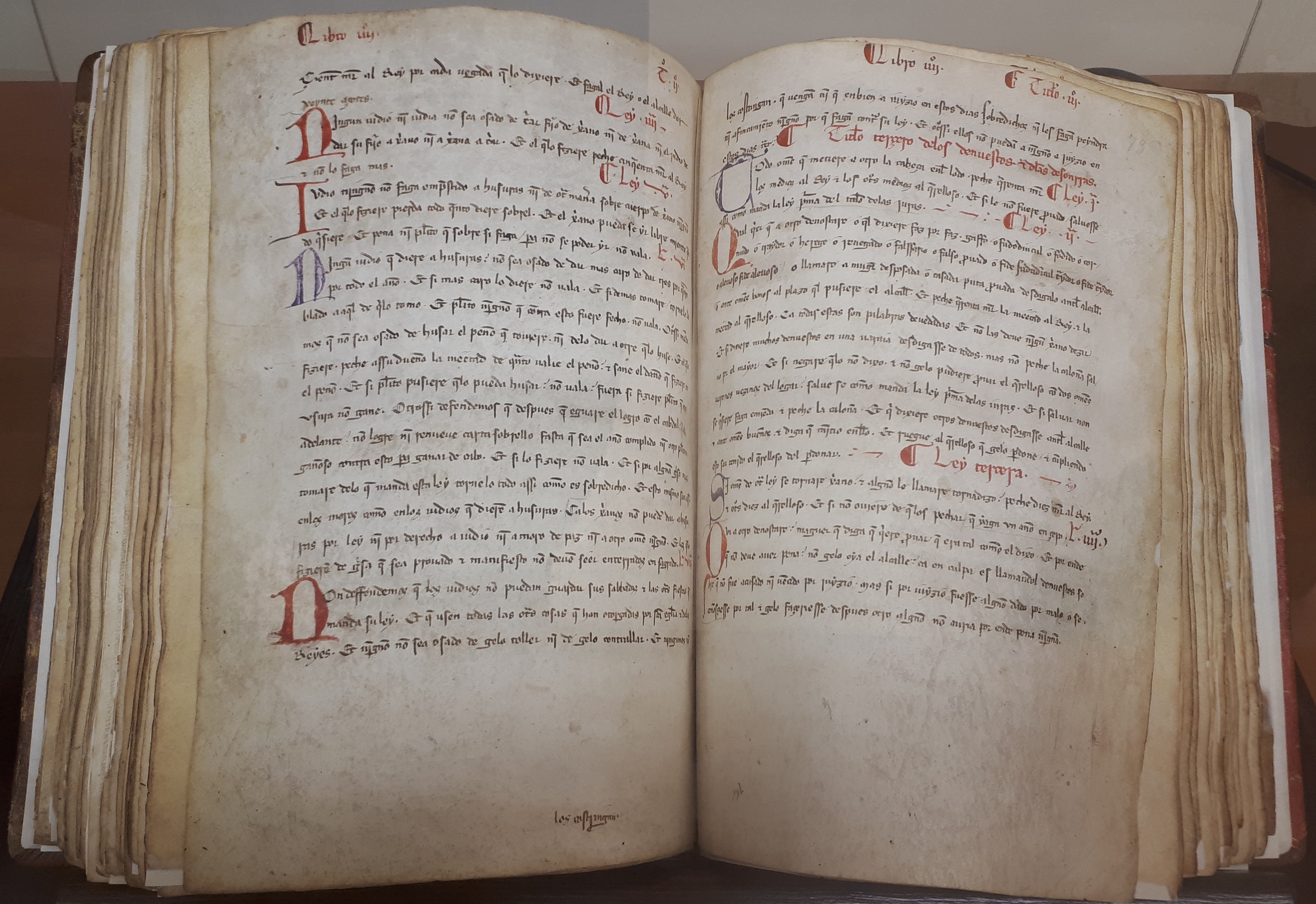
Fuero de Briviesca de 1313, otorgado por la infanta Blanca de Portugal

El 27 de septiembre de 1305 la infanta Blanca de Portugal compró a Juana Gómez de Manzanedo, viuda del infante Luis de Castilla, su heredad en Briviesca por 170 000 maravedís. Dicha heredad, que consistía de una población con varios barrios, la había heredado Juana Gómez de Manzanedo de sus padres, Gómez Rodríguez de Manzanedo, señor de Valdelaguna, y su esposa Mencía Pérez. La infanta decide trasladar el asentamiento a un lugar premeditado y con una estructura urbanística clara y dota a la villa de una serie de elementos que caracterizarán la trama urbana, como por ejemplo la ceñida muralla vigilada por un alcázar o la creación de un cauce artificial que sirve para abastecer de agua al interior de la villa y permitir ubicar en este ingenios hidráulicos. También dota a la villa de edificios espirituales y ordena la construcción de la iglesia de Santa María al sur de la villa cerca de la muralla. 

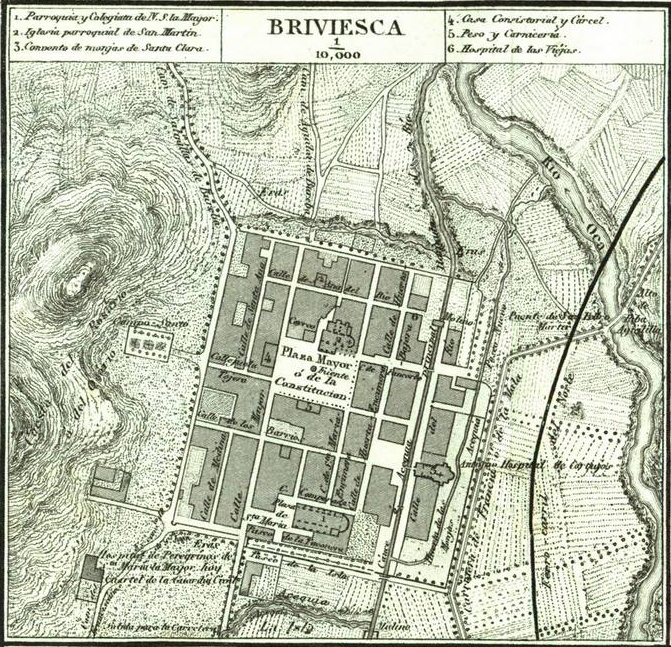
Plano idealizado de la localidad publicado en 1868 realizado por Francisco Coello. Briviesca nunca tuvo una trama tan regular como así lo atestiguan la localización de edificios anteriores a la fecha de publicación del plano

En 1325 el rey Alfonso XI autoriza la demolición del viejo alcázar para facilitar el traslado de la población al nuevo núcleo urbano de la infanta Blanca. A expensas de que la nueva villa de Blanca fuera atractiva a los habitantes de extramuros y a los futuros esta la dota en 1313 de un fuero inspirado en el fuero real de 1123. Aparte de esta nueva trama urbana definida por lo que se conoce hoy como el casco histórico de la ciudad queda establecido el preexistente barrio de San Andrés que desaparecerá en el bajomedievo.

### Edad Contemporánea
La ciudad de Briviesca ha variado mucho en estos siete siglos de andadura desde su ubicación definitiva. Hoy en día no queda vestigio alguno más que la situación aproximada de la muralla ni del alcázar así como del barrio de San Andrés. La distribución de la villa de la infanta Blanca sigue tal cual la creó pero el desarrollo industrial y el agrupamiento poblacional han hecho que se extendiera extramuros. Hoy en día no podemos hablar de barrios bien diferenciados pero Briviesca se ha extendido por tres zonas bien diferenciadas: al sur por La Cercada y San Francisco, al oeste por el Ferial y al norte. La ciudad actual se extiende en un área de 4 km de largo y 1,5 km de ancho superando con creces a la villa del siglo XIV.

## Demografía
Briviesca cuenta con una población de 6547 habitantes (INE 2024).
| Gráfica de evolución demográfica de Briviesca entre 1842 y 2021 |
| |
| Población de derecho según los censos de población del INE Población de hecho según los censos de población del INEEntre el censo de 1857 y el anterior, crece el término del municipio porque incorpora a Revillagodos y Valdazo. Entre el censo de 1970 y el anterior, crece el término del municipio porque incorpora a Cameno y Quintanillabón. |

Briviesca ha tenido un crecimiento continuado hasta el inicio de la crisis económica, debido al auge de la construcción de viviendas provocada por la burbuja inmobiliaria que ha atraído a mucha población extranjera llegando a multiplicarse su presencia en la ciudad por siete en tan solo diez años. En esta época Briviesca llegó a un máximo histórico de población de 7937 habitantes en 2009. Tras el estallido de esta se ha provocado una recesión en el censo debido a la vuelta a su lugar de origen de muchos de estos inmigrantes. Aun así, Briviesca sigue siendo la cuarta ciudad más relevante de la provincia tras Burgos, Miranda de Ebro y Aranda de Duero, ya que, hay un movimiento migratorio constante de los pueblos de la comarca hacia la ciudad.
Distribución de la población
Briviesca es la capital del municipio formado por cinco núcleos residenciales. Ha sido el crecimiento del más grande, Briviesca, el que ha hecho que se incluyan es su término municipal los otros cuatro. Así Briviesca, propiamente dicho se conforma de la ciudad de Briviesca y dos barrios, los dos situados al norte: Cameno, situado al otro lado del río Oca y Quintanillabón. Ambos núcleos están ubicados a una distancia de cuatro kilómetros del centro urbano. El municipio además posee dos entidades locales menores, Valdazo y Revillagodos, ambas ubicadas al suroeste, la primera a cinco kilómetros y la segunda a diez kilómetros.
| Núcleos                 | Habitantes (2000) | Habitantes (2010) |
| ----------------------- | ----------------- | ----------------- |
| Briviesca (ciudad)      | 6133              | 7769              |
| Cameno (barrio)         | 44                | 33                |
| Quintanillabón (barrio) | 24                | 8                 |
| Revillagodos (ELM)      | 17                | 13                |
| Valdazo (ELM)           | 17                | 20                |
| Total municipio         | 6235              | 7843              |

## Economía
La comarca de La Bureba y por consiguiente, Briviesca, se encuentran en una zona de alta producción cerealística, siendo el trigo y la paja del mismo su cultivo casi exclusivo, junto con otros con menor presencia de leguminosas y girasol para fomentar la rotación de cultivos medianas empresas, y alguna gran empresas multinacional. Destaca la producción dey evitar el agotamiento del terreno. Asimismo, Briviesca dispone de un polígono industrial llamado La Vega donde hay asentadas pequeñas y alguna gran empresas multinacional. Destaca la producción de
productos de alimentación, textiles, metal, almacenes de cereal y harinas, materiales para la construcción y todo tipo de talleres a menor escala.

### Sector primario
Agricultura
Briviesca es la capital de la comarca que posee la mayor área de cultivo de Castilla y León y una de las más grandes de España. Es por eso que en muchas ocasiones se considera a La Bureba como el granero de Castilla y León. En Briviesca es la principal actividad económica. En la comarca se cultivan más de 40 000 hectáreas de tierras. Principalmente se cultiva el cereal por ser el clima de la zona óptimo para este tipo de cultivo que ocupa 30 000 hectáreas. También se cultiva en gran medida el girasol (8000 hectáreas) y otros cultivos como guisantes, soja, o incluso opio aunque este último con extrema vigilancia, control y protección.
Ganadería
En La Bureba en general y en Briviesca en particular existen pequeñas ganaderías ovinas y porcinas. Se practica la ganadería intensiva, ya que no existen prácticamente pastos. Estas reses se dedican la consumo principalmente. En menor medida existen ganaderías bovinas para la producción de leche.

### Sector secundario
Briviesca también es un importante núcleo industrial desde que en los años 1970 se instalaran las primeras empresas en un recién inaugurado polígono industrial "La Vega" que ya se ha ampliado tres veces y que ocupa un área total de 1 000 000 m². Debido a la crisis económica, la última ampliación y la más grande se encuentra a la espera de ser ocupada por las empresas. La mayoría de las que se ubican en La Vega son pymes locales y naves de almacenamiento de maquinaria agrícola. También se ubican las multinacionales Siro y Acciona que posee la segunda planta de biomasa de España. Por producción destaca la alimentaria seguida de la mecánica. La situación de Briviesca junto a dos corredores principales (N-1 y AP-1) ha favorecido a su desarrollo industrial.

### Sector terciario
Briviesca no destaca en este sentido aunque hay que destacar que es el centro comercial y financiero de la comarca ya que en la ciudad se ubican las principales Cajas de Ahorros y Bancos y los grandes supermercados. También dispone de un amplio tejido comercial de pequeñas tiendas. También es el centro hostelero ya que posee más de 200 plazas hoteleras repartidas en hoteles de cuatro y dos estrellas y hostales. También posee restaurantes tradicionales y de comida rápida así como más de cuarenta bares. Briviesca se puede considerar también una ciudad turística' ya que recibe al año unos 40 000 visitantes.

## Comunicaciones

### Carretera
Se encuentra en el km 280 de la N-I y en la tercera salida de la AP-1. Está conectada directamente con otros municipios comarcales como Oña, Poza de la Sal, Frías mediante un servicio regular de autobús y con los pueblos más pequeños de la mediante el Transporte a la Demanda, para que éstos puedan hacer sus compras y realizar trámites en Briviesca. Además está conectada directamente con otras ciudades españolas como Irún, San Sebastián, Vitoria o Madrid mediante un servicio de autobuses de frecuencia diaria que cubre la línea Madrid-Irún. También tiene parada en Briviesca la línea Burgos-Logroño por Haro. Y por supuesto con la capital de la provincia Burgos. La ciudad cuenta actualmente con dos paradas de autobús, la principal situada en la avenida de Félix Rodríguez de la Fuente, junto al parque de bomberos y la secundaria, situada en la avenida de Alberto Alcocer, junto con el instituto.
Briviesca también cuenta con un servicio de taxi que permite desplazarse por cualquier punto de la ciudad como a cualquier municipio de alrededor. La parada se encuentra en la calle de Joaquín Costa, junto al centro de salud.

### Ferrocarril
Briviesca posee una estación de ferrocarril, considerada de segundo orden, por la cual transcurre la línea férrea Madrid-Irún. Aunque la línea de tren Madrid-Hendaya se inauguró a mediados del siglo XIX, Briviesca no contó con estación hasta 1902. Actualmente, tienen parada en la estación de Briviesca tres tipos de líneas:
- Regional Exprés. En sus diferentes recorridos, une Briviesca con ciudades como Miranda de Ebro, Pamplona y Vitoria, en un tren diario y además con Valladolid, Burgos y Madrid en dos más los fines de semana.
- Media Distancia. Une Briviesca con Miranda de Ebro, Vitoria, San Sebastián, Burgos, Valladolid, Madrid, Ávila e Irún con seis frecuencias diarias y alguna menos los fines de semana.

En total paran al día seis trenes. Puedes obtener más información sobre las llegadas y salidas de trenes en Briviesca en la página web de Adif-estaciones.

### Avión
Briviesca está situada a 30 km del aeropuerto de Burgos.

## Símbolos

### Himno
La redacción de la letra del himno se encomendó a fray Justo Pérez de Urbel y la composición de la melodía a Rafael Calleja Gómez. Su estreno tuvo lugar el día 16 de agosto de 1929, siendo alcalde Manuel Pérez España. El director de la banda, José Villanueva, cedió la batuta al maestro Calleja y los solos del tenor fueron cantados por los sacerdotes briviescanos Luis Gil y Joaquín de la Fuente Barrio, repitiéndose el himno hasta en tres ocasiones. El acto fue calificado por todos los presentes como el más emotivo y trascendental de la época.
Convertido desde entonces en signo de identidad y símbolo de la ciudad de Briviesca, cada 16 de agosto, día de San Roque, tiene lugar a las dos y media su interpretación y recreación en la plaza Mayor, lo que constituye el acontecimiento cumbre de todas las fiestas patronales, siendo el tenor burgalés Miguel de Alonso el encargado de interpretarlo en directo en los últimos años ante unos seis mil briviescanos y visitantes.

### Escudo

Escudo de Briviesca

El actual escudo de Briviesca, está compuesto por tres elementos. En la faja superior, sobre fondo rojo, tres cabezas, dos de moros inclinadas y una de cristiano, horizontal, que de forma genérica se explicarían como signo de convivencia entre culturas; en el centro, también sobre fondo de color rojo, tres fajas paralelas en oro, que aludirían a las calles del trazado de Briviesca y su rectitud; en el extremo inferior, ondas de agua que remitirían al río Oca; y adornando el escudo, una corona mural de oro. Este escudo fue adoptado como escudo de la Corporación, en sesión plenaria celebrada el 27 de septiembre de 1927

### Bandera
La actual bandera de Briviesca de reciente creación, no ha sido fruto de estudio ni de acuerdo municipal alguno. Siendo alcalde Antonio López-Linares se consideró la conveniencia de dotar a la ciudad con una bandera que pudiera ser izada en las fiestas de la localidad. Para ello se recurrió a un viejo tapiz que sobre verde musgo figuraba el escudo de la ciudad.

## Administración y política

### Gobierno municipal
José Solas Martínez es el alcalde de la ciudad de Briviesca desde el 17 de junio de 2023 consiguiendo seis de trece concejales. El pleno del Ayuntamiento está compuesto de la siguiente manera: 6 ediles (PP), 5 ediles (PSOE), 1 edil (Vox) y 1 edil (Ciudadanos). Asamblea Briviesca, quien ostentó la alcaldía entre 2015 y 2019 y formó parte del gobierno entre 2019 y 2023 se quedó sin representación. Al no conseguir la mayoría absoluta ningún partido, los ediles de Cs y Vox apoyaron la investidura de José Solas Martínez (PP) como alcalde firmando sendos acuerdos pero sin entrar a formar parte del gobierno. La administración de la ciudad se realiza desde la casa consistorial sita en la calle Santa María Encimera, 1, que fue remodelada en el año 2008. El edificio alberga además el archivo histórico municipal de Briviesca, las dependencias de la policía local, la oficina de información y turismo, el registro, padrón de habitantes, Salón de plenos, sala de comisiones, secretaría, tesorería, oficinas municipales y otros despachos y dependencias.
| Periodo   | Nombre                       | Partido            |
| --------- | ---------------------------- | ------------------ |
| 1979-1983 | Víctor Gredilla Vesga        | UCD                |
| 1983-1987 | José María Martínez González | AP                 |
| 1987-1991 | José María Martínez González | AP/PP              |
| 1991-1995 | José María Martínez González | PP                 |
| 1995-1999 | José María Martínez González | PP                 |
| 1999-2003 | José María Martínez González | PP                 |
| 2003-2007 | José María Martínez González | PP                 |
| 2007-2011 | José María Martínez González | PP                 |
| 2011-2015 | José María Ortiz Fernández   | PP                 |
| 2015-2019 | Marcos Peña Varó             | Asamblea Briviesca |
| 2019-2023 | Álvaro Morales Álvarez       | PSOE               |
| 2023-act. | José Solas Martínez          | PP                 |

### Justicia
Briviesca es la sede del partido judicial de Briviesca y posee un recién construido Juzgado de Primera Instancia e Instrucción. El juzgado se inaugura el 27 de junio del año 2013 y se ubica en la esquina de la calle Pedro Ruiz y Santa Ana al Río. Es la primera vez que el partido judicial de Briviesca cuenta con una instalación propia para los juzgados, ya que, antiguamente se ubicaban en el edificio del ayuntamiento hasta que fueron trasladados debido a la reconstrucción de la casa consistorial a un local de la calle Justo Cantón Salazar. El nuevo espacio alberga el Juzgado único de Primera Instancia e Instrucción, sala de vistas, Secretaría, Registro Civil, dependencias comunes, clínica médico-forense, zona de detenidos y archivos.

## Servicios

### Educación
Briviesca dispone de cinco centros educativos para dar cobertura a su población y a la comarca.
Centro de Conciliación Familiar La Milagrosa
Ubicada en las dependencias del Hospitalillo en la calle Duque de Frías 9. Dispone de 82 plazas y tres grupos de aulas. Cunas para los bebés de menos de un año y otras dos para los niños de 2 y 3 años. Dispone también de todos los servicios necesarios para su funcionamiento, cocina, baños, comedor, salas de juego interiores y exteriores y administración. Su competencia corre a cargo del ayuntamiento.
CEIP Juan Abascal
Se encuentra en la calle Justo Cantón Salazar. Oferta las modalidades de infantil y primaria y tiene capacidad para unos 600 alumnos. Se inauguró en 1927 y fue ampliado en 1995. Ha servido de hospital durante la Guerra Civil y antiguamente se llamó colegio Teresa Arce.
CEIP Mencía de Velasco
Se encuentra al final de la avenida de Doña Mencía de Velasco. Oferta las modalidades de infantil y primaria y tiene capacidad para unos 500 alumnos. Se inauguró en 1981 y fue ampliado en 2005.
IES La Bureba
Es el único instituto en toda la comarca y por eso a él están destinados también los alumnos del colegio de Oña. Oferta las modalidades de ESO, bachillerato científico-tecnológico y Humanidades-Ciencias Sociales.
CEPA Briviesca
Briviesca también cuenta con el Centro de Educación de Personas Adultas para aquellas personas que por diversos motivos no hayan podido pasar por las etapas educativas. El centro está ubicado en la calle del Marqués de Torresoto y se ofertan cursos para ayudar a estas personas a prepararse para distintas pruebas educativas o para obtener algún título educativo.

### Sanidad
Briviesca es cabeza de la zona básica de salud de la comarca, dependiente del Hospital Comarcal Santiago Apóstol de Miranda de Ebro situado a 35 kilómetros y del Hospital Universitario de Burgos a 40 kilómetros. Dispone del centro de salud Briviesca, con los servicios sanitarios básicos, consultas de medicina general y enfermería, pediatría, fisioterapia, extracciones, ecografías, quirófano de cirugía menor y paritorio en caso de extrema urgencia y urgencias 24 horas. De este centro dependen todos los consultorios de atención primaria distribuidos por cada uno de los pueblos de la comarca y el centro de salud de Oña. Briviesca dispone de una ambulancia de Soporte Vital Básico.
También dispone de centros clínicos privados y otras consultas también privadas y de tres farmacias.

### Seguridad
Briviesca cuenta con todos los servicios de seguridad necesarios para mantener a su población y a la de su comarca segura.
Policía local
Dependiente del Ayuntamiento de Briviesca. Cuenta con seis policías y un coche patrulla. Las dependencias policiales se encuentran en la planta baja del ayuntamiento.
Guardia Civil
Depende del Ministerio del Interior. Las dependencias del Puesto de la Guardia Civil (Unidad Territorial) se encuentran en la avenida de los Reyes Católicos y lo conforman los calabozos, las dependencias administrativas y la casa cuartel. También se ubica allí un destacamento de la Guardia Civil de Tráfico y el Seprona.
Parque provincial de bomberos
Es un parque de bomberos dependiente de la Diputación de Burgos. Es del tipo uno, el de más importancia y cuenta con dos bomberos profesionales y doce voluntarios que permanecen en guardia localizada las 24 horas durante todo el año. El parque se ubica en la esquina de la avenida del Doctor Rodríguez de la Fuente con la avenida Miranda. El parque cuenta con cuatro vehículos, un camión autobomba totalmente equipado, camión cisterna con capacidad 12 000 litros, furgón de accidentes equipado con equipo de rescate hidráulico y bomba de alta presión y coche todoterreno 4x4

### CEAS
El centro de acción social es la unidad básica de atención a toda la población en materia de servicios sociales y el de Briviesca depende de la Diputación Provincial de Burgos ya que, el municipio es menor a 20 000 habitantes.
A través del CEAS se prestan servicios de información y orientación, Servicios de Apoyo a la Familia y Convivencia y servicios de Animación Comunitaria.
El Centro de Acción Social de Briviesca está formado por el equipo de Acción Social Básico con dos Trabajadoras Sociales y una Técnico en animación comunitaria, el equipo de Acción Social Específico y de apoyo a Ceas, el equipo de Apoyo a Familias y el de protección de menores en situación de riesgo o desprotección en pro de preservar la integridad familiar.
Además, existe una coordinadora de los Centros de Acción Social de la provincia y un Área de Información y Asesoramiento a Mujer, Familia y Ceas compuesto por una psicóloga y una técnico jurídico para los casos en que sea necesario. El Ceas de Briviesca abarca 38 localidades de la Bureba y se ubica en el hospitalillo.

### Centro Ocupacional
Los inicios del Centro Ocupacional de Briviesca se remontan a 1988, momento en el que un primer grupo de personas con Discapacidad Psíquica de Briviesca y su Comarca, comienza su andadura, de la mano de una psicóloga, un maestro de taller y dos educadoras; por primera vez son reconocidos como grupo de personas con necesidad de atención profesional especializada. Desde su comienzo y hasta la actualidad, el grupo ha ido creciendo y cambiando, contándose en la actualidad con veintitrés usuarios que acuden diariamente al Centro. Al tratarse de un centro comarcal, cuya titularidad ostenta el Ayuntamiento de Briviesca, los alumnos provienen tanto de esta localidad como de diferentes núcleos rurales de la comarca.

## Cultura
Briviesca tiene un solo centro cultural en propiedad, la Casa de la Cultura en la que se ubican la biblioteca infantil, la biblioteca, sala de préstamos, sala de consulta y estudio, salón de conferencias, y despachos administrativos y aulas polivalentes. Dispone de wifi y puntos de acceso a Internet.
En el hospitalillo aunque no sea de propiedad municipal se encuentran el CEAS, la escuela municipal de música, la escuela municipal de teatro, la coral polifónica Virovesca, la ludoteca infantil, la guardería, el espacio joven y el centro ocupacional y en verano hace las veces de teatro además de desarrollas en el claustro numerosas actividades.
Actualmente se está llevando a cabo una restauración de la Casa de los Salamanca de titularidad municipal para acoger allí el teatro municipal y diversos espacios.
Briviesca también dispone de otras instalaciones culturales privadas pertenecientes a la obra social de las dos entidades financieras radicadas en la provincia que ahora han sido integradas en bancas nacionales.

### Patrimonio

#### Casco histórico

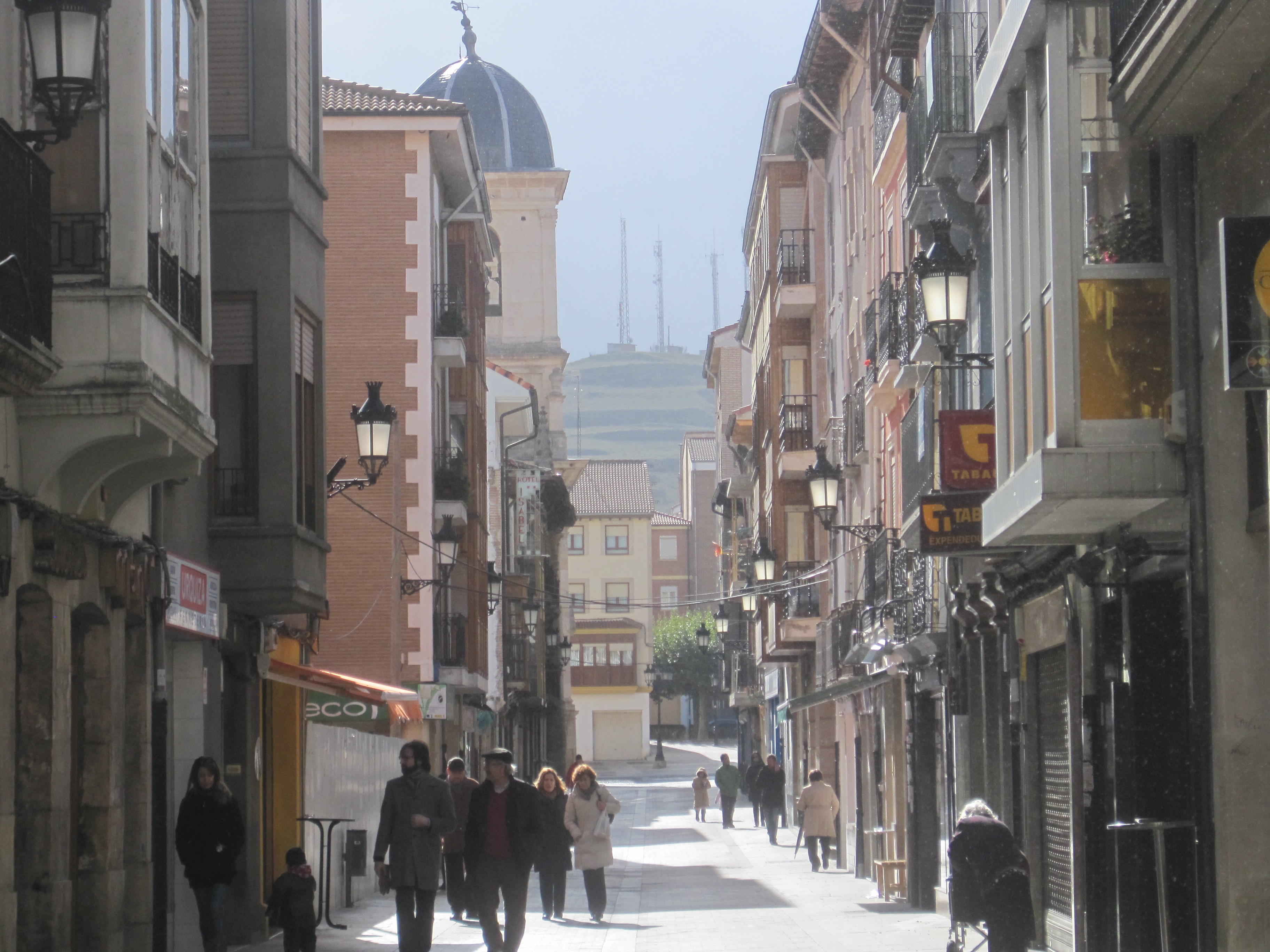
Vista de la calle Santa María Encimera desde la casa consistorial, la primera en ser peatonalizada de la ciudad

El principal valor del casco Histórico radica en su distribución ordenada desde el medievo (principios del siglo XIV), y la presencia de algunos palacios que han llegado intactos hasta nuestros días. En 1305 la infanta Blanca de Portugal decide, tras la compra de la villa, trasladarla a su situación actual y organizarla de una manera ordenada, tal y como la encontramos hoy en día. El casco histórico se distribuye en dos ejes longitudinales: uno de norte a sur, el formado por las calles Medina y Mayor, y otro de este a oeste, el formado por la calle Justo Cantón Salazar. Estos se cruzan en el centro neurálgico de la ciudad, la plaza Mayor, típica castellana y de traza trapezoidal. Casi paralelamente a estos ejes principales se disponen el resto de las calles secundarias que conforman el casco. Por esta razón se conoce a Briviesca como la bien trazada. Si reflejamos este callejero en un mapa, observamos que no es un cuadrícula perfecta sino que cuando se trasladó se adaptó a las construcciones existentes. Esta traza de ciudad les sirvió a los Reyes Católicos para tomarla de modelo para la creación de Santa Fe en Granada y para la construcción de muchas ciudades americanas.
En su creación el casco histórico estaba cercado por una desaparecida muralla y dominado por un alcázar. A lo largo de su historia se han ido construyendo palacios y casas señoriales y hoy se ubican en él los principales servicios a los ciudadanos como el Ayuntamiento o la Casa de la Cultura.

#### Conjunto Monumental de Santa Clara
Se compone de iglesia, monasterio, casa solariega y hospital. Fue construido por mandato testamentario de Mencía de Velasco, hija de los condestables de Castilla en el siglo XVI, para ser enterrada en él. Se pone la primera piedra el 15 de mayo de 1512.
La iglesia de Santa Clara es el edificio más interesante de todo el conjunto, tanto por su construcción original, como por el retablo que alberga en su interior, que es considerado la "joya de Briviesca". La iglesia, sobria en el exterior, quizá por estar en extramuros y servir también casi de fortaleza, guarda en su interior una sola nave con una gran bóveda octogonal. La planta es de cruz latina aunque su transepto es muy suave. Alberga también un coro con un gran órgano y un sepulcro vació en el que sería enterrada su fundadora, aunque se declaró panteón familiar al monasterio homónimo que la misma fundó en Medina de Pomar. Fue declarada bien de interés cultural en la categoría de monumento el 3 de junio de 1931.

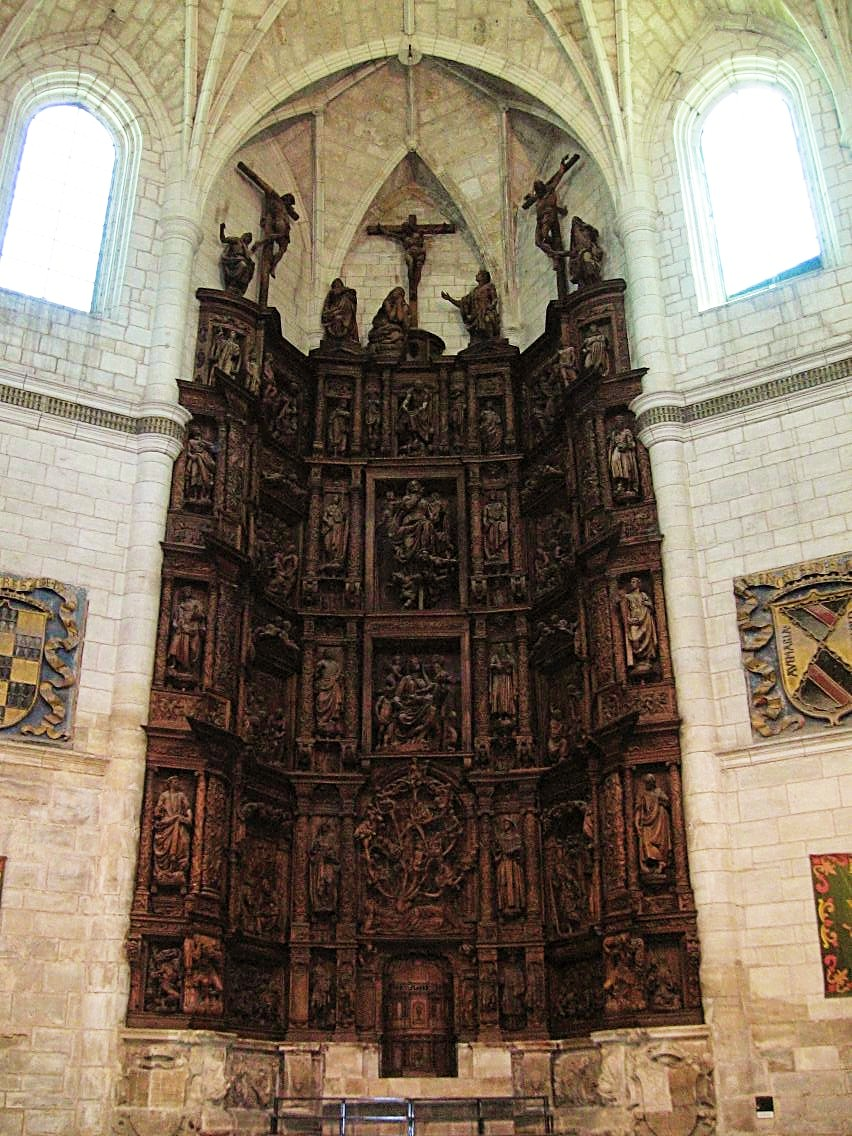
Retablo del Monasterio de Santa Clara

La importancia del retablo se debe no solo a su originalidad, sino también a la alta calidad de las tallas, al excepcional trabajo de arquitectura y a la excelente profusión de la decoración. Se le denomina "El Escorial de los retablos", ya que es único en su género, no tiene comparación con ningún otro retablo en cuanto a época, estilo, escultura, decoración y arquitectura. Es de estilo renacentista-manierista-romanista.[cita requerida] La ejecución material del retablo es iniciada por Diego Guillén en 1551 y continuada por el taller del escultor López de Gámiz, con parte muy activa de Juan de Ancheta, hasta su finalización en 1569. El retablo es de madera de nogal sin policromar y mide más de 20 m de altura. Todo él está dedicado a exaltar a la Virgen. Está organizado en tres calles y rematado por un calvario adaptándose perfectamente al ábside de la iglesia.
El Convento del mismo nombre, actualmente exclaustrado, tras el traslado de la monjas de la Orden Franciscana-Clarisa al Convento de la Ascensión, o de Santa Clara de Lerma en junio de 2005. Tiene dos claustros, uno de ellos de estilo gótico, pendiente de restauración. Consta de una gran huera a su alrededor.
El Hospital de Nuestra Señora del Rosario, conocido coloquialmente como "Hospitalillo", es un edificio que alberga un patio de estilo renacentista-herreriano de dos plantas. Como su propio nombre indica, su función inicial fue la de Hospital. Posteriormente fue casa-asilo, escuela… hasta que en la década de 1990 comenzó su restauración. Actualmente está cedido por su propiedad al Ayuntamiento por un período de cincuenta años y en él se ubican diversas dependencias municipales.

#### Iglesia de San Martín
Preside uno de los lados de la plaza Mayor, aunque resulta difícil situar el momento de fundación de esta iglesia pero ya a principios del siglo XIV figuraba como una de las tres parroquias de Briviesca. En la época visigoda ya se hacía referencia a un barrio de San Martín ubicado en los alrededores de la situación actual de esta iglesia.
Su fachada fue labrada en la mitad del siglo XVI y es de estilo plateresco. El templo dispuso de una torre para el cuerpo de campanas, destruida en el siglo XIX en 1867 por la Junta Revolucionaria, fue sustituida por una espadaña. Su planta es rectangular, se divide en tres naves, la central más alta que las laterales, y las separan arcos de medio punto que se apoyan en gruesas columnas.
El largo proceso constructivo de la iglesia hace que conviva en ella el gótico tardío (estilo en el que se inició su construcción), con trazas y remates renacentistas y el barroco del retablo central. La mayor parte de la obra fue realizada por Lope García de Arredondo y Juan de Sisniega en el siglo XVI. En el interior llama la atención su amplia nave central cubierta por una elevada bóveda y su retablo Barroco del siglo XVII, presidido por la figura de San Martín, el obispo de Tours. La proyección del retablo es de Antonio Cortés, y el tallista es Manuel de Ágreda.
En la nave de la izquierda, antes de entrar en la sacristía se ubica la capilla de las Viejas, fundada por Pedro Ruíz de Briviesca, cuyo retablo es de estilo hispanoflamenco y fue construido entre 1490 y 1515. En esta capilla se encuentra su sepulcro y el de su esposa Teresa Ruíz.
La capilla del Carmen posee un Cristo (siglo XVI) muy venerado en Briviesca, el Santísimo Cristo de la Expiación, conocido como el salinero y restaurado en el 2012, una de las tallas que se procesiona en Semana Santa. Otra de las capillas, la de San Miguel, fue mandada construir por Francisco de Salazar y su esposa Casilda de Olmos, hacia el año 1600, sobre el arco de la entrada hay un hermoso escudo. En la nave de la derecha, la capilla dedicada a la Pasión y muerte de Jesucristo alberga interesantes tallas que componen parte importante de las procesiones de Semana Santa.

#### Excolegiata de Santa María la Mayor
De las cinco colegiatas históricas de la diócesis de Burgos esta fue la primera y una de las más antiguas de España, manteniendo la condición de colegiata hasta mediados del siglo XIX. Fue mandada a construir por la infanta Blanca de Portugal.

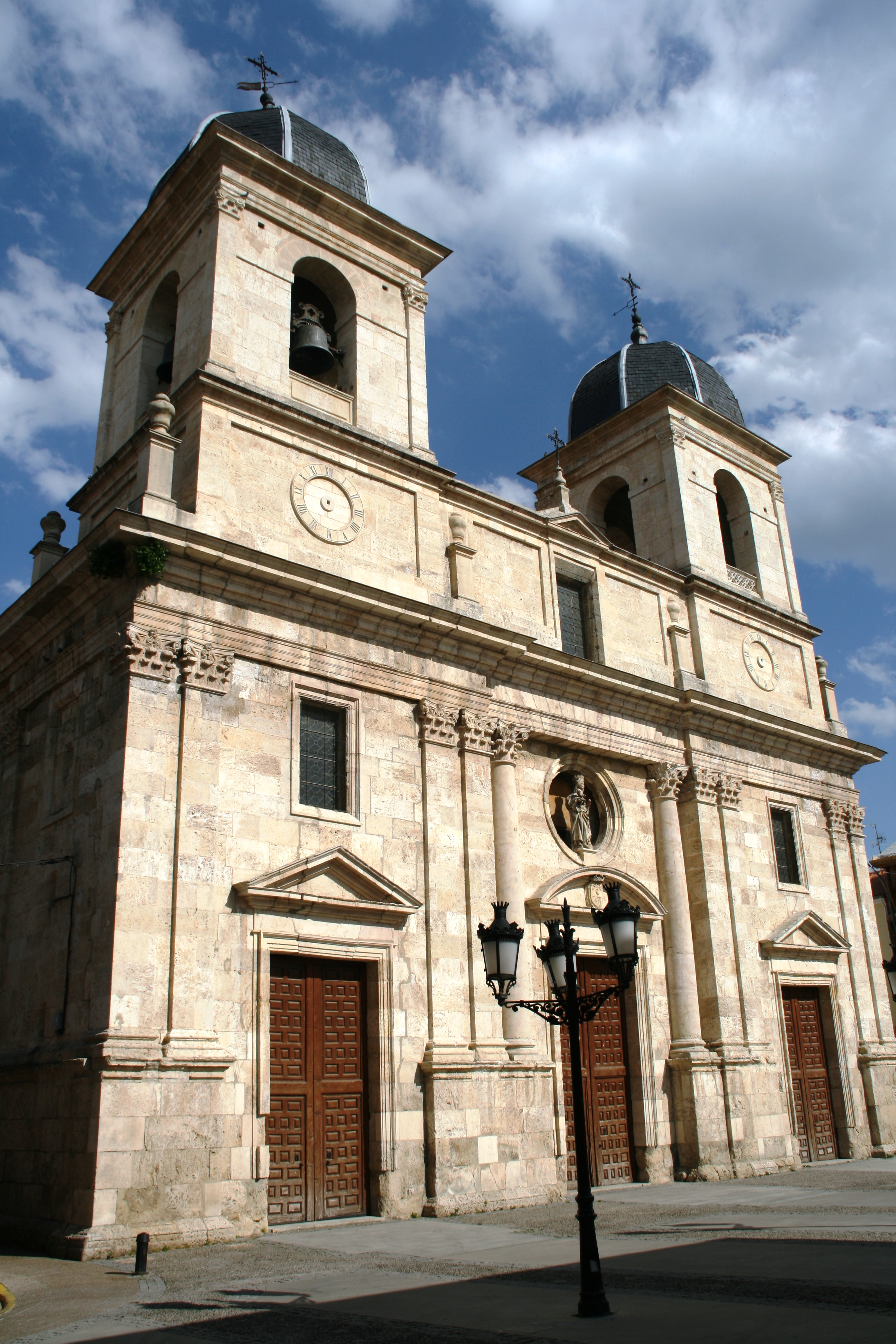
Excolegiata de Santa María. Fachada principal

Fue declarada monumento histórico artístico nacional el 18 de junio de 1983. La construcción del templo actual se inició en el siglo IV.
De 1789 data el inicio de las obras que supondrán la total reconstrucción del tercio inferior del templo, con la erección de la nueva fachada (de corte neoclásico) articulada en tres calles y tres cuerpos y las dos torres gemelas rematadas por cúpulas gallonadas según la traza dispuesta por Manuel Echanove, al tiempo que se acometen otras reformas para la renovación interior del espacio eclesial. Las obras estaban ya conclusas en 1794 y dieron como resultado la imagen actual de la excolegiata.
La imagen del óculo central de la fachada es de Nuestra Señora de Allende colocada en 1930 de la época gótica y perteneciente al principal templo de Briviesca antes de la construcción de la excolegiata, la iglesia de Nuestra Señora de Allende, hoy desaparecida pero ubicada en las dependencias de la actual estación de Renfe en Briviesca
La iglesia es casi catedralicia abriéndose en el crucero una cúpula central ovoide, rematada por una linterna, la tercera torre del templo. El interior presenta tres naves, de la misma altura, separadas por pilares y con bóvedas de crucería decoradas con motivos geométricos en época barroca.
En la nave del evangelio se encuentran el retablo del Rosario, obra del principios del siglo XVII, el retablo de San Pedro y el retablo de Santa Teresa, obra del siglo XVIII, con imagen de Santa Teresa y rocallas, además de un retablo en el ábside del Evangelio, dedicado a Cristo en la cruz, otra de la tallas que desde 2008 forman parte de la imaginería de la Semana Santa de Briviesca formando parte del paso "La elevación de la Cruz". Es obra neoclásica. Así mismo, se encuentran en la nave del Evangelio dos sepulcros de arcosolio apuntado, con esculturas yacentes de época gótica.
En la nave gótica de Santa Casilda destaca el magnífico retablo renacentista de Santa Casilda o de las 11 000 Vírgenes realizado, al igual que el de Santa Clara, en madera de nogal sin policromar por Pedro López de Gámiz, el mismo autor que el del retablo de la iglesia de Santa Clara. en 1565 y sufragado, entre otros, por “Fray Juan de Briviesca” (Juan de Muñatones).
También hay que destacar la capilla del Sagrario que data de 1667, una joya del barroco de planta octogonal cubierta por una bóveda de media naranja que está entera policromada, bajo la cual se encuentran las catacumbas.
Hasta en la parte derecha tenía adosado un claustro de poco interés artístico y en muy mal estado, que se derribó definitivamente hace cuatro décadas del que hoy solo queda una nave, la oeste.
Desde 1998 se encuentra cerrada al culto y a las visitas, abriéndose solo un día al año con motivo de la Semana Santa, tras producirse un desprendimiento en las bóvedas. En 2013 y por iniciativa de la parroquia y colaboración del ayuntamiento, el pueblo de Briviesca y la Junta de Castilla y León se lleva a cabo obras de restauración que permitirán abrirla alas visitas y al culto en días señalados.

#### Plaza Mayor

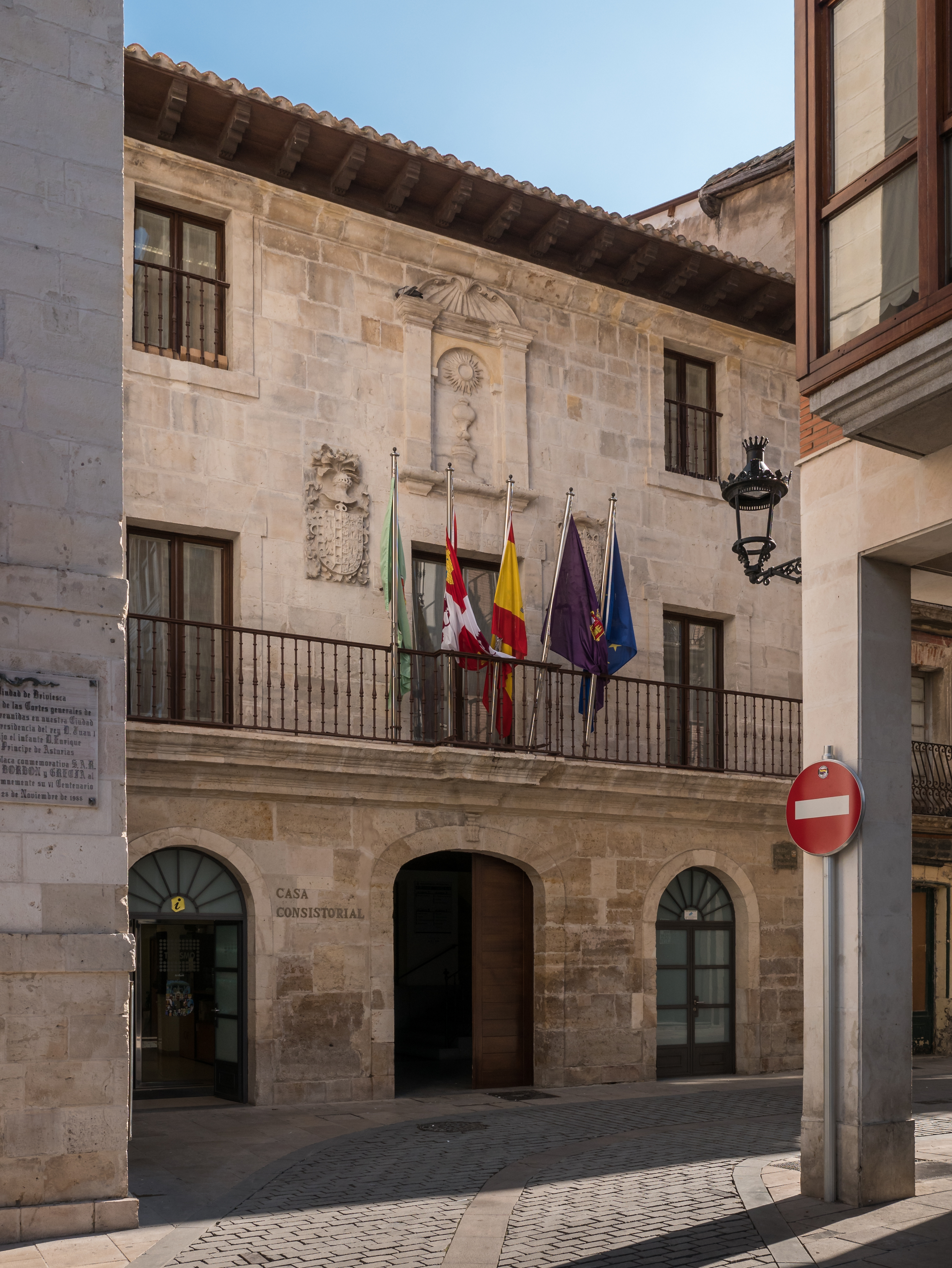
Casa consistorial

La plaza de Briviesca es el punto neurálgico de la ciudad y centro de encuentro para sus ciudadanos. Con 2000 m² de superficie, destaca en ella el templete, símbolo inconfundible de Briviesca que fue construido en 1909 y totalmente restaurado en 1983 y 2009 con motivo de su centenario. De traza típicamente castellana, está soportalada en tres de sus lados. Es el cruce de los dos ejes norte-sur y este-oeste de la ciudad. En el lado norte se encuentra la iglesia de San Martín, en el este, en una esquina, el Palacio de los Soto Guzmán, el ayuntamiento, el resto lo ocupan viviendas. La plaza está rodeada trapezoidalmente por dos hileras de árboles que la hacen más singular aún. En el año 2011, se peatonalizaron los cuatro lados que antes estaban abiertos al tráfico y permitían aparcar en ella.

#### Casa de los Torre
La casa Palacio de los Torre, en la calle Medina, tiene una estructura similar al edificio del ayuntamiento. Lo mandó construir la familia de los Torre hacia la segunda mitad de siglo XVII. Los personajes relacionados con su construcción fueron Manuel (caballero de Santiago y regidor en América), José (caballero de Calatrava y regidor en América) y Tomás.
Se trata de una torre rectangular, más profunda que ancha, dividida en cuatro cuerpos y de un edificio adjunto con una balconada sobre la cual podemos observar el escudo de la familia (en él podrás contemplar armas de los Torre y de los Ortiz–Vela, ya que son los ascendientes los personajes que mandaron construir el palacio) que es uno de los más grandiosos que se pueden encontrar en Briviesca. A diferencia del resto del edificio, construido en materiales pobres, tanto la fachada como la torre fueron levantadas en excelente cantería, lo que ha asegurado una buena conservación de las mismas. Aun así tuvo que ser restaurada para posteriormente ser convertida en vivienda particular. Hoy en su planta baja alberga un restaurante. Popularmente se la conoce como "la Casona"

#### Casa Palacio de los Martínez España – Ordoño Rosales
Está situada en la calle Medina, frente a la casona. Fue edificada, según consta en la cartela con la que se adorna su entrada, por Pedro Martínez de España y Narcisa Francisca de Ordoño y Rosales en 1718. Preside la fachada un balcón sostenido por angelotes en los ángulos y una figura mitológica al gusto rococó sobre la puerta de entrada. En los primeros años del presente siglo fue restaurada por una entidad bancaria que ahora la usa como su sede en Briviesca.

#### Murallas y Alcázar
Fueron construidas en el siglo XIV cuando Blanca de Portugal trasladó a su ubicación actual la entonces villa de Briviesca. También mandó construir un alcázar que se situó frente a lo que hoy es el centro de salud. A lo largo del siglo XVI, fueron desmoronándose las murallas que se reconstruyeron y posteriormente se sustituyeron por tapiales para evitar más tarde el contagio de la peste. En la actualidad no queda ni un solo vestigio de ellas.

#### Casa de los Salamanca
Esta edificación está situada en la esquina de las calles Santa Mª Encimera y Juan Cantón. La casa de los Salamanca fue construida por Juan de Salamanca y Salamanca y su mujer Francisca de Salinas. El cubo de piedra que hay en la esquina de la casa, es el único vestigio de la edificación original y conserva intacto el escudo de la familia. El edificio es modernista y fue reconstruido en su mayor parte a principios de siglo XX. Si te adentras en la plaza de Santa María y observas esta casa, podrás ver la magnífica linterna que da luz a las escaleras del edificio, recientemente restaurada. Tras su actual restauración albergará en su interior un teatro municipal.
Fue hospedaje de la reina María Luisa Gabriela de Saboya, primera esposa de Felipe V. El más ilustre de los briviescanos de esta familia fue Onésimo de Salamanca, eclesiástico de la primera mitad del siglo XVIII, arcediano de Briviesca y más tarde arzobispo de Burgos.

#### Casa Palacio de los Soto Guzmán
Se encuentra en el n.° 1 de la calle Sta Mª Encimera, asoma a la plaza Mayor por una de sus esquinas. Fue erigido en el siglo XVII por la familia Soto-Guzmán y consta de una torre y un edificio adjunto de dos plantas. La Torre es un prisma de 5 m de lado dividido en tres pisos que se levantan sobre arquerías de medio punto que hacen de soportal. Posee un reloj instalado en 1897 y debajo de este, el escudo de los fundadores. En la parte baja de la torre se puede leer la placa que descubrió el príncipe de Asturias cuando visitó la ciudad en 1988 con motivo de la conmemoración del VI centenario de las Cortes Generales de Castilla y León que se celebraron en Briviesca.
El edificio adjunto lo preside una balconada corrida, sobre esto dos escudos de la familia y en el medio de ellos una custodia del Santísimo Sacramento (nombre con el que fue denominada esta casa durante varios años). Tras la desamortización de Mendizábal, después de ser sede de varios arcedinatos, pasó a convertirse en ayuntamiento. Fue reconstruido en el año 2008 conservándose solo las fachadas.

#### Hospital de las viejas
Se encontraba en la calle Pedro Ruiz, donde hoy se ubican los nuevos juzgados de la ciudad. Hasta la construcción de estos en ese solar, se conservaba una parte de la fachada con una balconada y un escudo del hospital que se fundó en el año 1513 que después de ser restaurado se encuentra hoy en el interior del nuevo edificio. Se denominó así, porque las condiciones indispensables para poder entrar en él eran ser "pobre, viuda y vieja". Sufragó los gastos Pedro Ruíz de Briviesca, y el escudo que se podía apreciar en la fachada(similar al escudo actual de Briviesca), pertenecía a sus descendientes, los Sánchez de Briviesca.

#### Santuario de Santa Casilda
Se encuentra en las proximidades de Briviesca, a 13 km, en lo alto de un rocoso monte en un paraje natural espectacular. El conjunto se compone del Santuario barroco, el camarín, hospedería, restaurante, la cueva de San Vicente, y otras dependencias además de las campas del santuario y los pozos blanco y negro.

### Espacios verdes
Brivesca está rodeada por los extensos campos que caracterizan la Bureba y sus pueblos. Aun así en su casco urbano posee de espacios verdes, parques y paseos. Dedica casi 6 hectáreas (58 300 m²) repartidos por diferentes puntos de la ciudad para el disfrute de los ciudadanos de las zonas verdes.

#### Parque de la Isla
Fue inaugurado en el 2010 y se encuentra al este del casco histórico, en un gran meandro del río Oca que lo rodea. Tiene una superficie de 10 100 m². El nombre viene porque entre los dos puntos más cercanos del meandro existe un canal que hace que esté rodeado por agua y que su acceso sea a través de dos puentes. En el parque se encuentran numerosas especies arbóreas y florales, como también un área de gimnasia para mayores.

#### Parque de La Florida
Lo inauguró el príncipe de Asturias en el año 1989 en su visita a la ciudad. Es el parque más extenso de la ciudad con 15 500 m². Se encuentra al sur, y también esta a orillas del río Oca, que lo bordea por su lado sur. Por el norte está flanqueado por un paseo que recuerda a la taconera con altos árboles a su lados. El parque posee una fuente ornamental dos áreas de juegos infantiles, amplios jardines, y una cancha de baloncesto y futbito con hierba artificial. El nombre viene porque en él se encuentran especies arbóreas florales que hacen que en primavera contenga una extensa variedad de colores.

#### Parque de la Magdalena
Se encuentra al norte de la ciudad en el polígono industrial "La Vega". Tiene una superficie de 8000 m². Posee en el centro un templete dentro de un gran estanque al que se accede a través de dos pasarelas. Tiene también una serie de barbacoas y mesas de hormigón para poder realizar almuerzos o meriendas. Pasee una extensa superficie de césped, un área de juegos infantiles, y una bolera. por el sur lo delimita el río Oca por el norte y este el campo de fútbol de hierba artificial y el campo de Fútbol 7, por el oeste una industria. Tiene una serie de plazas de aparcamiento que también sirve para el complejo deportivo.

#### Parque del Depósito
Se encuentra al oeste de la ciudad alrededor del depósito de menor capacidad. Posee mesas y bancos para su disfrute. Tiene una superficie de 3700 m².

#### Paseo del Monte de los Pinos
Se encuentra en el monte de los Pinos y por él se accede al parque del Depósito, al mirador de la ciudad y a lo alto del monte. Es un paseo natural con suelo de piedra y tierra. El mirador posee bancos para el disfrute de las vistas de toda la ciudad. Desde el centro urbano, se encuentra a un kilómetro de camino ascendente.

#### Paseo del Río
Es el más largo de la ciudad y la recorre totalmente de sur a Norte desde la estación de tren en el paraje conocido como la Culebrilla hasta el paseo de la Epitafia. Tiene una superficie de 14 500 m². Recorre el parque de la Florida y el de la Isla. Posee en todo su recorrido de bancos y en dos puntos, junto al instituto y al parque de la isla de mesas para merendar.

#### Paseo de la Taconera
Es el que delimita el casco histórico por el sur. Es un paseo lineal, que tiene hileras de bancos y árboles a sus lados y jardineras y una superficie de 3400 m². Recientemente se ha instalado un área de juegos infantiles. Todos los primeros sábados del cada mes se instala allí el mercadillo mensual. Desde él se pueden contemplar la muralla-tapia de la huerta del monasterio de Santa Clara, y la parte trasera de la iglesia de Santa María con todas sus capillas.

#### Paseo de la Epitafia
Era la antigua entrada por carretera a Briviesca antes de realizarse el Cruce del Vallés tras su peatonalización se ha convertido en la entrada del Camino de Santiago - Vía de Bayona a la ciudad y el comienzo del paseo del río. Tiene una superficie de 2900 m². Posee un área de juegos infantiles un puente medieval y un área de descanso para peregrinos recientemente construido.

### Archivo histórico municipal de Briviesca
El archivo municipal de Briviesca, durante muchos años olvidado y abandonado, se ha convertido con el tiempo en fuente de información primordial para el propio ayuntamiento de Briviesca, estudiosos y ciudadanos que ven en sus fondos la recuperación de la memoria colectiva de un pueblo en expansión que no olvida su pasado histórico. Se tiene constancia de la existencia de un Archivo de la villa en 1754 y desde 1998 cuenta con una archivera.
Fechas extremas: 1299-2010
Volumen: 25 000 documentos catalogados, 40 pergaminos, 900 libros, 500 fotografías, planos parcelarios y urbanísticos.
Se trata sin duda de un fondo documental con lagunas importantes que afectan sobremanera a la documentación de los siglos XIV, XV y XVI, y ya en el siglo XX la de las décadas de 1930 y 1940. Sin embargo destaca la documentación emanada de la autoridad real en forma de privilegios, provisiones o Reales Órdenes. (Se conserva el privilegio rodado otorgado por Fernando IV en el año 1299 confirmando el que dio Alfonso VII en 1123) En cuanto a la Autoridad Señorial reseñar como documento más importante el fuero que la infanta Blanca de Portugal concedió en 1313. Un documento de gran trascendencia es el Cuaderno de Cortes de 1387, convocadas por Juan I y base para poner en marcha una serie de reformas que iban desde el Consejo Real y la reorganización del ejército, a la reordenación de la Audiencia con la creación del Ministerio Fiscal.
Organización: El Archivo se articula en torno a la clasificación establecida por el Servicio de Recuperación de Archivos de la Diputación Provincial de Burgos: 
- Gobierno (autoridades supramunicipales, alcalde, ayuntamiento, pleno, comisiones, relaciones con organismos extramunicipales, fomento, hermanamientos)
- Secretaría (secretaría general, personal, servicios jurídicos, sanidad y asistencia social, obras y urbanismo, patrimonio, educación, cultura, deportes, servicios)
- Hacienda (juntas económicas municipales, intervención, depositaría)
- Otros fondos (iglesia, documentación de particulares…)
- Otras localidades

### Fiestas

#### Carnaval
Los carnavales comienzan con la celebración del "Jueves de Todos" que en Briviesca' es conocido como "el día del Choricillo" en el que es tradición que ante el ayuno de carne los viernes de Cuaresma se quede por la tarde a merendar en familia o amigos con el chorizo como protagonista de la mesa además de otros embutidos y la típica morcilla de Briviesca que antiguamente se acompañaban de un vino chacolí que se producía en la zona.
Los carnavales, propiamente dichos, no gozan de mucha popularidad ni tradición, pero sí se suele celebrar un desfile y una verbena el sábado de carnaval que atraen también a gente de pueblos cercanos de la comarca, además de otras actividades durante los cuatro días principales. Es costumbre que la gente se disfrace en cuadrillas de amigos. El Martes de Carnaval se celebra el "entierro de la sardina" siendo tradición hacer un desfile de luto por las calles de la ciudad para llevar la sardina hasta uno de los puentes en el que se quema y posteriormente se tiran las cenizas al Río Oca, seguidamente se reparte un chocolate entre los participantes, excepto en el año 2013, que este acto no se celebró.

#### Feria de los novios
Se celebra, dependiendo del calendario, el día de San José si es festivo (19 de marzo) o en el fin de semana más cercano. Es una fiesta particular briviescana de gran antigüedad. A principios de siglo XX el día de San José se celebraba en la plaza Mayor un gran mercado de ganado y semillas, aprovechando la cercana entrada de la primavera. A este mercado acudían gentes de toda la comarca e incluso de toda la provincia. Los ganaderos y agricultores que acudían al mercado adquirieron las costumbre de acudir a él con sus hijos y aprovechar para contactar con otros mercaderes y apalabrar futuros matrimonios entre sus hijos. Posteriormente eran los propios jóvenes los que acudían a Briviesca a "feriar novia". Con el tiempo la modernización del campo hizo que este mercado se dejara de celebrar perdiendo también esta costumbre matrimonial. Pero es en la década de 1970 cuando el Ayuntamiento quiso recuperar esta costumbre cambiándola totalmente de formato, y es ahí donde nace la actual feria de los novios. Empezó celebrándose en el Salón de Plenos pero pronto adquirió fama y tuvo que trasladarse al exterior, a la plaza Mayor o a la plaza de Santa María. El acto consiste en que las reinas de las fiestas patronales reparten un clavel a la mujer y una bolsa de almendra garrapiñadas al hombre que formen pareja. Con el tiempo además de este acto, que es el central, se empezaron a organizar verbenas y conciertos siendo hoy en día una jornada totalmente festiva a la que se han añadido otros actos musicales deportivos y culturales.

#### Semana Santa
No es muy conocida pero goza de gran tradición entre los briviescanos y burebanos. Por varios aspectos se puede considerar importante, porque es la segunda ciudad de la provincia, tras la capital, que más pasos procesiona. Además es única, porque no se tiene constancia de que en toda España una sola cofradía, la de la Vera Cruz, se encargue de procesionar a 17 pasos y de organizar todos loas actos que se celebran en la Semana Santa. Comienza con los actos previos preparatorios a la semana grande en la Cuaresma: confesiones, charlas, viacrucis, representaciones... Ya el Viernes de Dolores tras la misa de tarde se celebra el arranque oficial, con el pregón y la imposición de medallas a los nuevos cofrades. El Domingo de Ramos, tras la bendición de las palmas en la iglesia de Santa Clara se celebra la procesión de las Palmas con el paso "Entrada en Jerusalén". Posteriormente se celebra una misa. El Martes Santo, tras la misa de la tarde se celebra un Viacrucis Penitencial por las calles de la ciudad en el que desfilan tres pasos: El Nazareno, el Santísimo Cristo de la Expiación, y La Soledad de Nuestra Señora acompañados por la Banda de Cornetas y Tambores creada en 2012. En 2013 y con motivo de la celebración del Año de la Fe se celebra tras la misa de la tarde la procesión del Santo Rosario en el que seis pasos "Oración en el Huerto", "Flagelación del Señor", "Ecce Homo", "El Nazareno", "Santísimo Cristo de la Expiación" y "Nuestra Señora de la Soledad" permanecen estáticos por distintas calles y plazas y se desfila entre ellos, contemplando los misterios del Rosario que cada uno de ellos representa. Tras la misa, conciertos y vigilia del Jueves Santo, el Viernes Santo por la mañana se celebra un viacrucis en el que se asciende con la Cruz Penitencial de seis metros de largo, dos de ancho, y 160 kg al monte de los Pinos, como si al monte del Calvario se tratara. Se representa el descendimiento de la Cruz. Por la tarde se celebran los Santos Oficios y por la noche tiene lugar la máxima expresión de la Semana Santa briviescana, la procesión del Santo Entierro. Es la más espectacular y multitudinaria. Desfilan trece pasos y unos trescientos cofrades de hábito: "Oración en el Huerto", "Flagelación del Señor", "Ecce Homo", "Cruz Penitencial", El Nazareno, La Verónica, Elevación de la Cruz, Santísimo Cristo de la Expiación, El Descendimiento, La Piedad, Santo Sepulcro", Apóstol San Juan y La Dolorosa acompañados por la banda municipal de música, la banda de cornetas y tambores de la Santa Cofradía de la Vera-Cruz, y distintas autoridades civiles y eclesiásticas. En esta procesión el silencio roto por la música es la característica principal, igual que la parada que se realiza en la plaza Mayor para interpretar el Ave María de Schubert. Finaliza con el canto de la Salve Popular y el traslado del "Santo Sepulcro" a la iglesia de San Martín. Ya el Sábado Santo se celebra el Rosario de la Aurora en la Procesión de la Soledad acompañando a "La Dolorosa" y se finaliza con el Domingo de Resurrección y la Procesión del Encuentro en el que desfilan "Jesús Resucitado" y su "Santísima Madre". Todos estos actos están organizados por una sola cofradía fundada en 1664, hecho inusual en España, que cuenta con unos seiscientos cofrades. La Semana Santa de Briviesca por su historia y sus características propias está en proceso de ser calificada «Fiesta de Interés Turístico Regional». En el año 2014 la Cofradía que lo organiza cumple 350 años y organiza diversos actos para conmemorar tan importante efeméride. Puedes obtener más información en su web: 

#### Romería y día de Santa Casilda
El día de Santa Casilda se celebra el 9 de mayo, que es día festivo local en Briviesca. La historia de esta Santa es muy particular. Era hija de un rey musulmán en Toledo y cuenta la tradición que ayudaba y llevaba pan a los presos de su padre. Un día este la siguió y le pidió que le enseñara lo que llevaba escondido en el vestido, que eran los panes para los presos. Ella, ante su padre, dijo que eran rosas y en ese momento se produjo el milagro en el que los panes se convirtieron en rosa. Es así como se representa a la Santa. La historia no acaba ahí, sino que Casilda enfermó y llegaron a sus oídos que en La Bureba en el Reino de Castilla existían los Lagos de San Vicente cercanos a la localidad de Briviesca que tenían la propiedad de ser curativos. Casilda pidió permiso para ir a su padre y este se lo concedió. Finalmente Casilda quiso retirarse y se quedó viviendo en las cuevas que en el aquel paraje existen. Actualmente en ese paraje existe el Santuario de Santa Casilda, centro de peregrinación de briviescanos y burebanos y todo aquel que quiera curarse en alguna enfermedad de sus lagos.
La fiesta actual se celebra desde el año 1486, ante la epidemia de peste que asolaba España, el pueblo de Briviesca pidiera a la Santa que si les libraba de la peste guardarían y celebrarían fiesta cada año. Y así se hizo. Hasta este año siempre se ha hecho así y se aprovechaba el día para celebrar misa, procesión, verbenas y otros actos culturales y de homenaje a distintas personalidades. Este año ante la cercanía de la fiesta de la Tabera el ayuntamiento ha violado esta promesa y ha declarado el día festivo a este otro día. Hoy la Santa es considerada patrona de Briviesca desde 1600 y protectora de la comarca burgalesa de La Bureba que la tiene mucha devoción y cariño.
Anteriormente al día de la santa, se celebra la romería al santuario el primer domingo de mayo. Esta romería está organizada por la peña Los Deseperaos desde hace 33 años. Se parte temprano de la plaza Mayor de Briviesca andando por el camino que lleva al santuario de unos diez kilómetros. Una vez en el santuario se celebra una procesión alrededor de éste y se celebra una misa castellana para posteriormente venerar la reliquia de Casilda. Posteriormente se realiza una comida campestre en las campas del Santuario. Por la tarde se desciende a Briviesca y se celebran unas danzas populares por el mismo grupo que ameniza la misa. Esta romería se lleva celebrando ininterrumpidamente desde el año 1734 como así lo atestiguan documentos del archivo municipal de la ciudad de Briviesca.

#### Fiesta de la Rogativa de la Tabera
Es la fiesta más famosa y particular briviescana. Está declarada de Interés Turístico Regional desde el 2002 y se celebra el martes anterior al domingo de la Ascensión. Ese día, que salvo este año 2013 no es festivo, es tradición acudir andando al santuario de Santa Casilda en rogativa (9 km) donde se celebra una misa y posteriormente se inaugura el Juego de la Taba. Consiste en lanzar la taba, un hueso del cordero, como si de un dado se tratara. La gente apuesta dinero que es casado (duplicado) por el comprador de la taba, que posee el derecho de tirarla. Es una apuesta uno contra todos. Dependiendo en qué posición caiga el hueso gana el comprador (carne) o ganan los apostantes (culo). El juego posee más normas que son controladas por el barato o baratero, que es el dueño y controlador de la mesa. Tras la inauguración del juego en el santuario de Santa Casilda por la máxima autoridad existente se celebra en la campa exterior una gran paellada popular. Una vez entrada la tarde el juego se traslada a Briviesca donde se colocan una treintena de mesas en los establecimientos hosteleros. El juego se prolonga hasta altas horas de la madrugada donde se llegan a apostar cantidades que en algunos casos superan los 6000 €.

#### Feria de los Ajos o de Santiago
Se celebra el día 25 de julio coincidiendo con la fiesta de Santiago Apóstol y la época de recogida de este producto. Durante la mañana la plaza Mayor se llena de puestos que venden ristras de ajos y otros productos relacionados con la huerta. Al final de la jornada se otorgan premios a la ristra de ajos más larga. A este acto acuden comerciantes tanto de la ciudad como de la comarca, provincia e incluso de comunidades autónomas cercanas.

#### Fiestas patronales de Nuestra Señora de la Asunción y San Roque
Se celebran durante diez días en agosto siendo los días mayores el 15 y el 16. Son las fiestas mayores de la ciudad y en ese momento Briviesca llega a alcanzar una población que supera los 10 000 habitantes. La ciudad se viste y se engalana de ambiente lúdico y destacan actos como el pregón, conciertos, las ocho peñas que ponen color a las fiestas con su más de 1500 socios, los encierros, la feria taurina, las verbenas, las macro-discotecas, los actos tradicionales, las misas, procesiones... Destaca por encima de todo el acto más emotivo que es el canto del Himno a Briviesca el día 16 a las 14:30 horas. Todo el pueblo se reúne en una abarrotada plaza Mayor para celebrar este acto. Se celebran todo tipo de actos culturales, lúdicos, deportivos, organizados en días temáticos dedicados a los niños, mayores y peñas.

#### Feria de San Mateo
Se celebra el fin de semana más cercano al 21 de septiembre. Desde 2012 se mezcló con una feria medieval organizada por una empresa privada tras la desaparición de la feria renacentista que se celebró durante unos años en mayo. A la par de la colocación de estos puestos se celebran también actos de animación de calle.

### Eventos

#### Rifa de San Antón
Con esta fiesta se quiere poner fin a los actos organizados a lo largo de la Navidad. Se celebra el sábado más cercano a la fiesta de San Antón el 19 de enero. Ese día por la tarde se reparte chorizo, morcilla y vino, mientras se procede al sorteo de numerosos premios que tienen como protagonista a un hermoso cerdo. Este acto está organizado por la Asociación Amigos de Santa Casilda.

#### Feria de las asociaciones
Es una fiesta original y particular de Briviesca. A propuesta del Espacio Joven de la ciudad y con la colaboración del Ayuntamiento se hace una convocatoria extensible a todas las asociaciones, grupos y peñas de la ciudad en la que se invita a que organicen un acto y monten un stand en dicha feria. Se celebra un fin de semana de mayo y durante los tres días los distintos participantes organizan representaciones, bailes, talleres, distintas actividades, exposiciones, conciertos, actividades gastronómicas,... etc. A la vez se muestran y se "venden" a los ciudadanos con el fin de conseguir más asociados y dinamizar la vida de la ciudad durante un fin de semana al año, haciendo que la gente salga a la calle y se divierta, y durante todo el año incentivando que estos participen internamente en cada asociación.

#### Día de la O
Se celebra el 18 de diciembre coincidiendo con la celebración del día de Nuestra Señora de la Esperanza. Es el principio de una serie de actos que se celebran a lo largo de la Navidad. Es tradición que los niños acudan en procesión por las calles de la ciudad portando en sus manos velas. A la vez que se desfila se va cantando la tonadilla característica de esta fiesta:
Mientras se desfila se van encendiendo por primera vez las luces del alumbrado navideño. Al finalizar la procesión se reparte entre los asistentes un chocolate caliente con bizcochos.

#### Fiesta de San Juan
En Briviesca como en muchos lugares es tradicional realizar una hoguera la noche más corta del año, la de San Juan. Se acude en pasacalles con charanga hasta el lugar donde se instala y una vez encendida la gente observa cómo la hoguera de unos cuatro metros de altura se reduce a cenizas hasta que, ya al final, los más valientes se atreven a saltarla. Tras la quema se vuelve hasta la plaza Mayor en pasacalles. Esta jornada incluye otros actos, además de este, que son organizados por el ayuntamiento y la A.R.C Peña Nuestra Señora y San Roque.

### Gastronomía
Es tan amplio y variado el abanico de posibilidades gastronómicas que ofrecen los distintos restaurantes de Briviesca y La Bureba como rica resulta la elaboración y transformación de productos de la tierra.
Almendra garrapiñada
Es un dulce típico y muy afamado en Briviesca. Según algunos elaboradores es el agua caliza el que posiblemente haga que no sean semejantes a las que estamos acostumbrados a ver, y que sean exquisitas. Son, sin duda, los dulces más tradicionales y un símbolo culinario de Briviesca. Este producto, cuyos ingredientes son almendras, agua y azúcar, ya se elaboraba en el siglo XIX.
Cordero
El cordero lechal de La Bureba posee la Indicación Geográfica Protegida del Lechazo de Castilla y León y por ello tiene justa fama. Partiendo de la gran calidad de su carne, diversos restaurantes elaboran con gran maestría el cordero asado.
Morcilla de Briviesca y derivados del cerdo
Aunque la más típica y famosa es la morcilla de Burgos este producto también se elabora por toda la provincia con distintos rasgos que hacen que se diferencie de la morcilla de la capital, las de Briviesca cuentan con un amplio reconocimiento. El arroz, la sangre de cerdo, la cebolla la sal, la pimienta y la manteca son los ingredientes de este apreciado manjar de la gastronomía briviescana. El cerdo también ofrece otras posibilidades y otros productos de gran calidad, como el jamón, el chorizo o el picadillo, productos que también elaboran empresas y establecimientos cárnicos briviescanos.
Queso y cuajada
La cuajada de Briviesca, elaborada a base de leche de oveja, es capaz de resistir cualquier comparación. En este mismo apartado de los lácteos cabe destacar la producción de queso fresco tipo Burgos y un magnífico queso curado, siempre con la leche de oveja como materia prima principal. Este queso se fabrica tanto en Briviesca como en otras localidades de la Bureba.

### Deporte

#### Instalaciones deportivas
Briviesca posee una amplia gama de instalaciones repartidas en tres complejos.
Complejo municipal deportivo de La Vega
Se ubica en el parque de La Magdalena al que se accede por la avenida de Salamanca y la calle de Valladolid. Su construcción se remonta al año 1983 y se ha restaurado recientemente. Actualmente está compuesto de una pista de Skate inaugurada en 2009, un campo de hierba artificial inaugurado en 2012 un campo de hierba natural de fútbol 7. Además cuenta con instalaciones auxiliares como son una caseta para la bolera que se ha convertido en bar, un complejo de vestuarios inaugurado en 2010.
Complejo municipal polideportivo descubierto de las piscinas
Se encuentra en la calle de Fray Justo Pérez de Urbel y es el conocido como el de las piscinas. Es el más completo y aunque está abierto durante todo el año de forma gratuita excepto en verano es en cuando más se utiliza por el llenado de las piscinas. El complejo dispone de dos pistas de tenis, dos pistas de pádel una pista multifuncional para jugar al baloncesto, futbito, un frontón. un campo de hierba natural de fútbol 11, un campo de hierba natural de fútbol 7, dos mesas de tenis-mesa, cafetería-bar-restaurante, aseos y vestuarios, aseos para el socorrista-monitor, vestuarios y gradas para el campo de fútbol 11, piscina grande, (profundidad máxima 1,75 m y mínima 1,4 m), piscina mediana (profundidad máxima 1,1 m y profundidad mínima 0,7 m) y vaso pequeño para bebés (profundidad 0,5 m), guardarropa y almacén y el espacio joven de verano. La temporada estival se extiende desde mediados de junio hasta mediados de septiembre.
Complejo municipal polideportivo cubierto Mencía de Velasco
Se encuentra en la avenida Doña Mencia de Velasco y dispone de dos polideportivos. el primero se inauguró en 1993 y dispone de frontón y pista multifuncional, gradas, vestuarios, salas polivalentes, almacén y dependencias administrativas. El segundo inaugurado en 2007 dispone de pista multifuncional y vestuarios y fuera del primer polideportivo hay una pista de pádel cubierta inaugurada en 2014.

## Ciudades hermanadas
- Santa Fe (España, 1998)